# Robert Kallin
Robert Kallin (* 5. Juli 1995 in Linköping) ist ein schwedischer Triathlet.

## Werdegang
2019 wurde Robert Kallin schwedischer Vizemeister auf der Triathlon-Kurzdistanz.
Im November 2021 belegte Robert Kallin bei seinem ersten Start auf der Ironman-Distanz (3,86 km Schwimmen, 180,2 km Radfahren und 42,195 km Laufen) den dritten Rang im Ironman Florida und sicherte sich einen Startplatz beim Ironman Hawaii (Ironman World Championships).
Er stellte 2022 auf Hawaii mit 4:10:32 Stunden die sechstschnellste hier erzielte Zeit auf der Raddistanz (180,2 km) ein.
Im April 2023 konnte der damals 27-Jährige auf Mallorca erneut nach 2022 den Triathlon de Portocolom für sich entscheiden.

## Sportliche Erfolge
| Datum/Jahr    | Rang | Wettbewerb                                           | Austragungsort       | Zeit     | Bemerkung                      |
| ------------- | ---- | ---------------------------------------------------- | -------------------- | -------- | ------------------------------ |
| 8. Juni 2025  | 4    | Eagleman Ironman 70.3                                | Cambridge (Maryland) | 03:38:42 |                                |
| 2. Apr. 2023  | 1    | Triathlon de Portocolom                              | Portocolom           | 03:35:11 | [ 1 ]                          |
| 10. Apr. 2022 | 1    | Triathlon de Portocolom                              | Portocolom           | 03:30:51 | neuer Streckenrekord           |
| 8. Aug. 2021  | 2    | Ironman 70.3 Gdynia                                  | Gdynia               | 03:53:15 | hinter dem Briten James Teagle |
| 9. Juni 2019  | 2    | SWE Triathlon National Championships                 | Uppsala              | 01:54:10 |                                |
| 1. Jan. 2018  | 3    | SWE Middle Distance Triathlon National Championships | Schweden             | 03:46:18 | hinter Jesper Svensson         |
| 18. Juni 2016 | 6    | SWE Sprint Triathlon National Championships          | Uppsala              | 00:59:50 |                                |
| 9. Aug. 2014  | 6    | SWE Triathlon National Championship Junior Men       | Malmö                | 01:14:34 |                                |

| Datum/Jahr    | Rang | Wettbewerb      | Austragungsort | Zeit     | Bemerkung                                        |
| ------------- | ---- | --------------- | -------------- | -------- | ------------------------------------------------ |
| 27. Apr. 2024 | 5    | Ironman Texas   | The Woodlands  | 07:51:25 | in persönlicher Bestzeit auf der Ironman-Distanz |
| 25. Nov. 2022 | 6    | Ironman Israel  | Tiberias       | 07:57:13 | hinter dem Deutschen Patrick Lange               |
| 8. Okt. 2022  | 31   | Ironman Hawaii  | Hawaii         | 08:28:03 | [ 3 ]                                            |
| 3. Juli 2022  | 5    | Challenge Roth  | Roth           | 07:59:35 |                                                  |
| 6. Nov. 2021  | 3    | Ironman Florida | Panama City    | 08:08:12 | erster Ironman-Start                             |

(DNF – Did Not Finish)